# ترزینویز

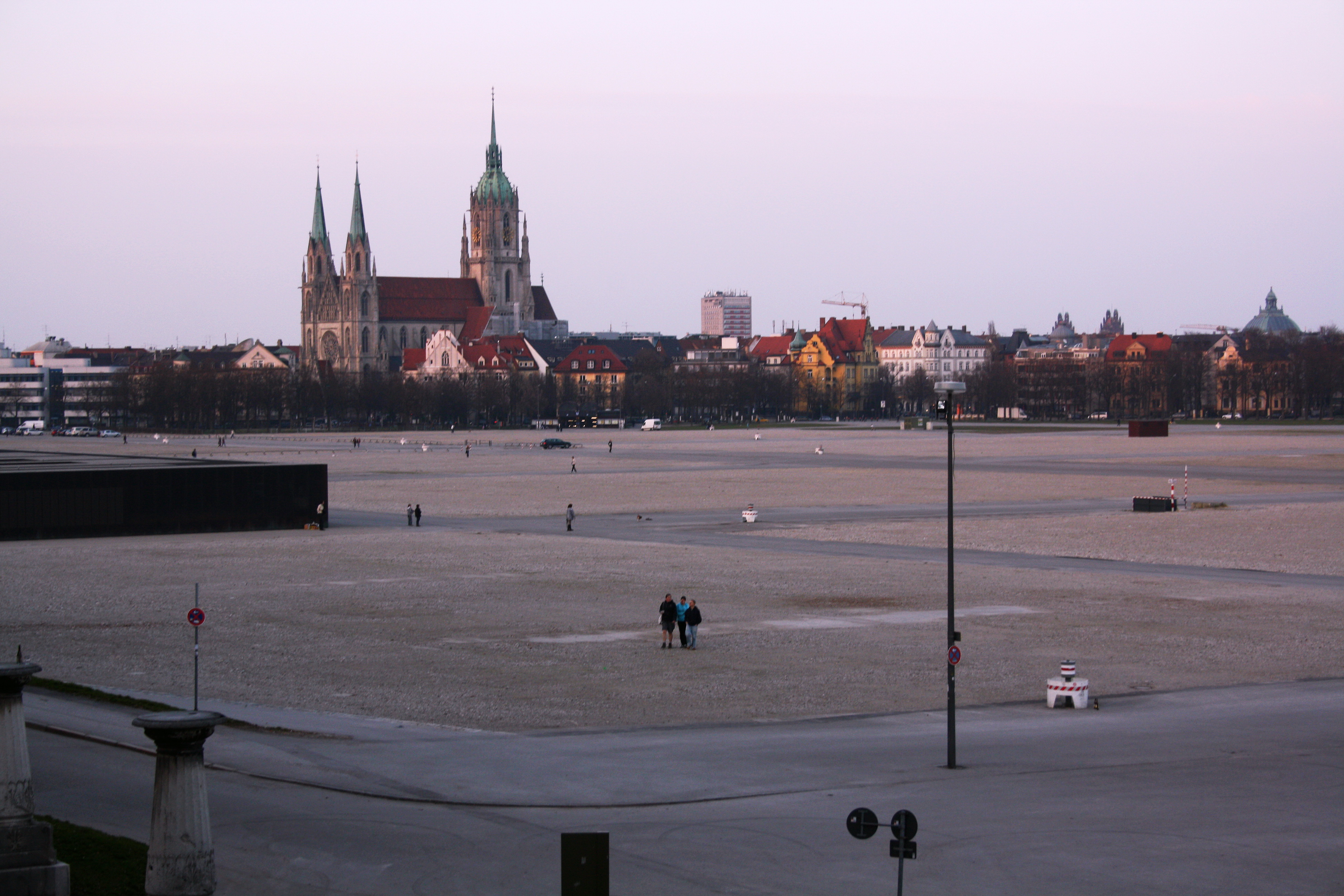
ترزینویز در بیشتر مواقع سال یک فضای خالی است

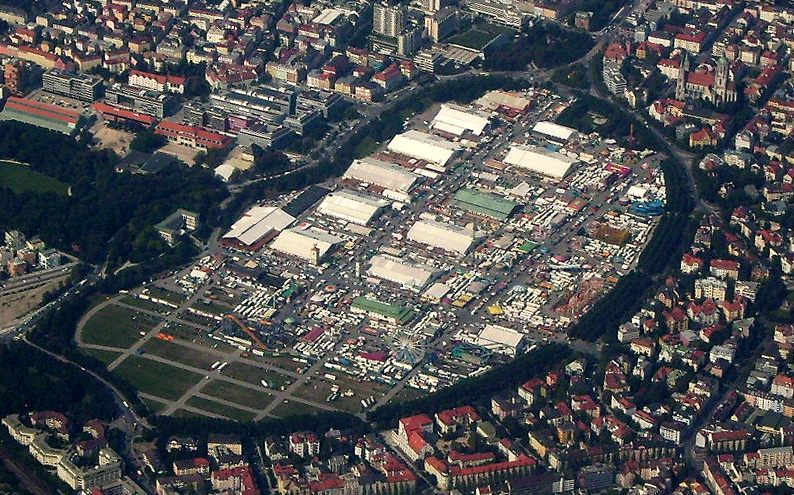
ترزینویز یک روز قبل از افتتاحیه جشنواره اکتبر (۲۰۰۶)

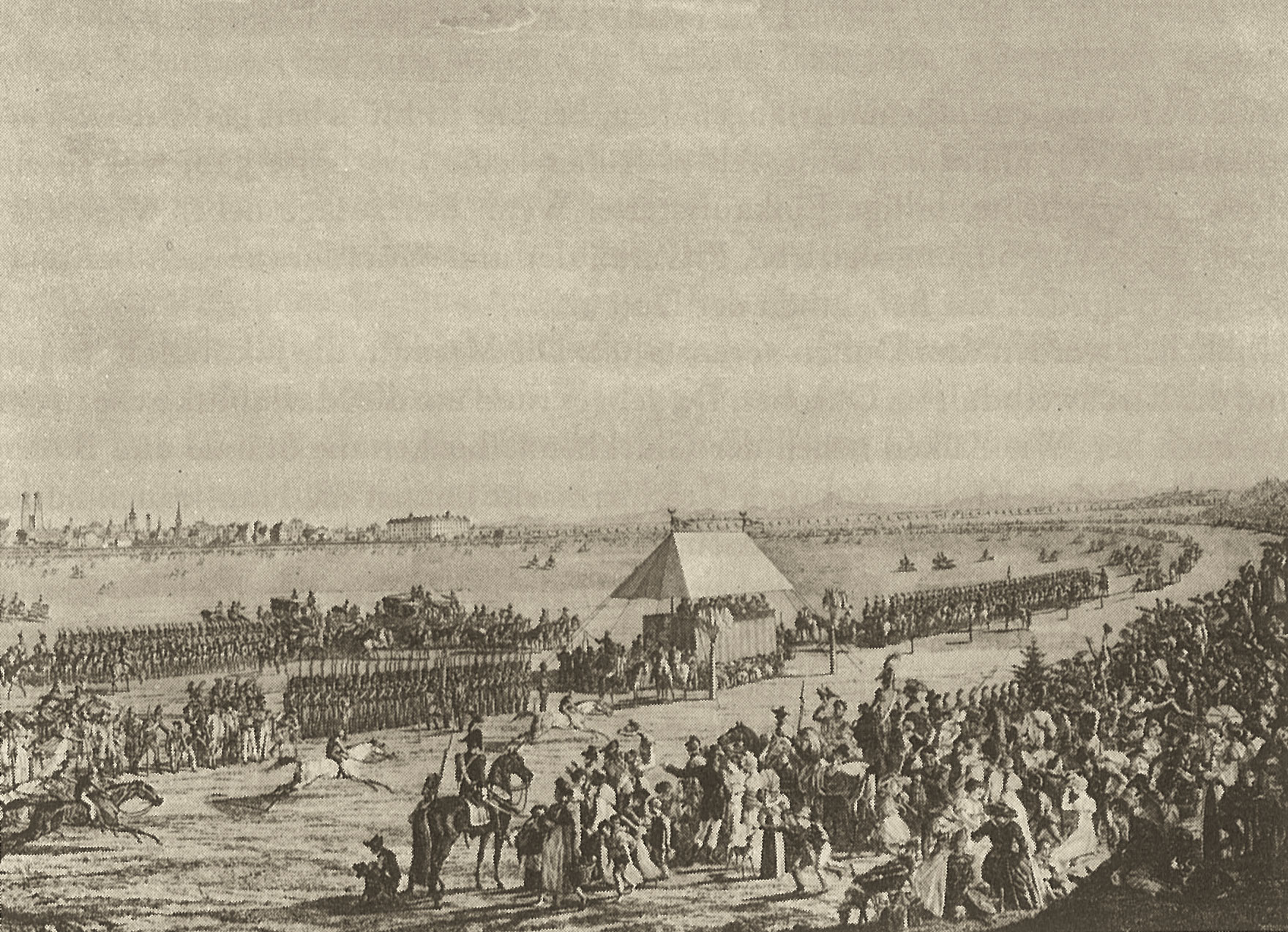
مسابقه اسب دوانی در ترزینویز، در حدود سال ۱۸۱۱

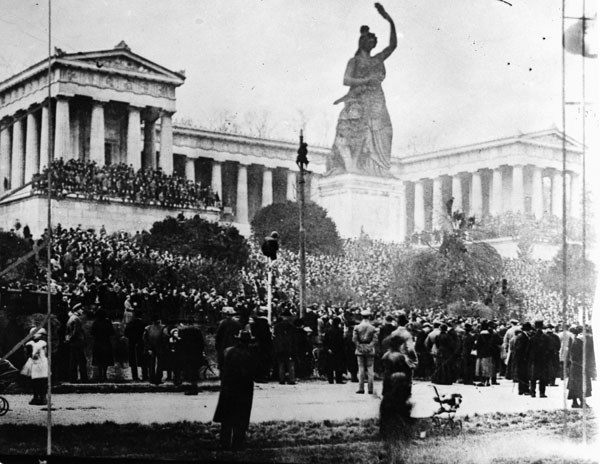
رالی در ترزینویز در ۷. نوامبر ۱۹۱۸، که نشان دهنده آغاز انقلاب نوامبر در بایرن است

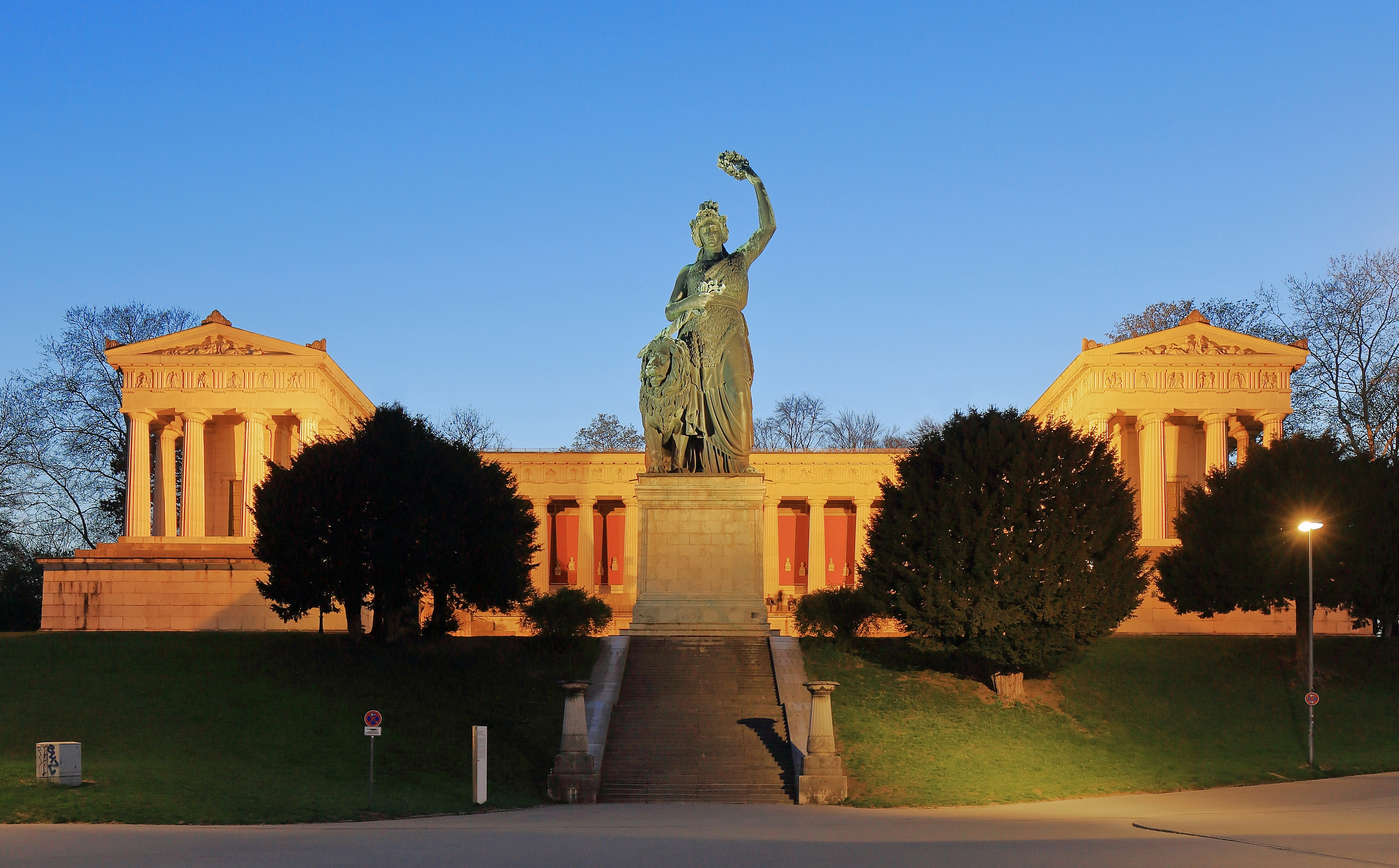
مجسمه بایرن

ترزینویز یک میدان نمایشگاه یا یک فضای باز ویژه با ۴۲ هکتار در لودویگ وراستت مونیخ است . توسط باواریا رینگ اداره می‌شود و فقط برای عابران پیاده و دوچرخه سواران قابل دسترسی است که انتهای آن مجسمه باواریا در غرب و اسپرانتوپلاتس در شرق است.

## تاریخچه
ترزینویز از نام پرنسس ترز از ساکس-هیلدبورگهاوزن، همسر لودویگ ولیعهد باواریا، بعدها پادشاه لودویگ اول، نامگذاری شد. این زوج در اکتبر ۱۸۱۰ ازدواج کردند. در پایان جشن‌های عروسی یک روزه، در هفدهم یک مسابقه اسب دوانی (مسابقه اسکارلت که مجدداً راه اندازی شد) در ماه اکتبر و در این مکان، برگزار کردند. آن را آندریاس مایکل دال آرمی بانکدار سازماندهی کرد. برای این زوج تازه ازدواج کرده غرفه ای برپا شد که در آن ۱۶ زوج کودک ادای احترام کردند. ۵۰۰۰۰ تماشاگر در شیب بالای علفزار که اکنون با اجازه سلطنتی «Theresiens Wiese» نامیده می‌شد، اردو زدند. فرانتس باومگارتنر کالسکه سوار در مسابقه اسب سواری که در آن روز برگزار شد، پیروز شد.
تصمیم برای تکرار مسابقه در سال بعد باعث تولد رسم اکتبر (اکتبرفست) شد. در اوایل سال ۱۸۱۱، مسابقه اسب دوانی با اولین جشنواره کشاورزی (انجمن کشاورزی باواریا که در سال ۱۸۱۰ تأسیس شد) به عنوان نمایشگاهی از پرورش گاوهای اهلی همراه بود.
سال ۱۸۱۲ در ۱۸ و ۱۹ اکتبرماه جشنواره ملی مصوب شاه برای تشویق و پیشرفت کشاورزی و در چارچوب آن مسابقه اسب دوانی در نظر گرفته شده‌است. مسابقات سنترال فست مسابقات آزمایشی را برای دو کلاس در نظر گرفت: باواریایی‌ها و خارجی‌ها. در مجموع ۳۷ اسب وارد این مسابقه‌ها شدند که ۱۵ اسب از خارج از کشور بودند.
در سال ۱۸۱۸ اولین چرخ و فلک و تاب راه اندازی شد. در سال ۱۸۹۰، بوفالو بیل با همراهی هندی‌ها، گاوچران و حیوانات به عنوان بخشی از تور اروپایی خود اجرا کرد. از سال ۱۸۹۶ اولین چادرهای بزرگ آبجو برقرار گردید.
در روز ۷ در ۱۹ نوامبر سال ۱۹۱۸، تظاهرات بزرگی علیه جنگ جهانی اول در ترزینویزها با حدود ۶۰۰۰۰ شرکت کننده برگزار شد که بلافاصله منجر به سرنگونی پادشاه لودویگ سوم شد. رهبری. تظاهرات در روز هفتم ژانویه ۱۹۱۹ و در ۱۶ فوریه در همان مکان ایستگاه‌های میانی در ایجاد جمهوری شوروی مونیخ بود.
در ۲ آوریل ۱۹۳۸، پس از الحاق اتریش در این مکان جشنی گرفته شد. در یک مراسم شبانه، حدود ۵۰۰۰۰۰ شرکت کننده با هیتلر بیعت کردند. در طول دوره ناسیونال سوسیالیست، جوایز ترزینویز نیز اعطا شد.
در ۲۶. حمله اکتبرفست در سپتامبر ۱۹۸۰ رخ داد. این حمله هنوز هم جدی‌ترین اقدام تروریستی در تاریخ آلمان پس از جنگ محسوب می‌شود. ۱۳ نفر بر اثر انفجار بمب در ورودی اصلی اکتبرفست کشته شدند، ۲۱۱ نفر مجروح شدند که حال ۶۸ نفر از آنها وخیم بود. طبق نظر رسمی مقامات، گاندولف کوهلر تنها عامل این عمل بوده‌است. که البته این اتهام قابل بحث است.

## ترزینویز امروز

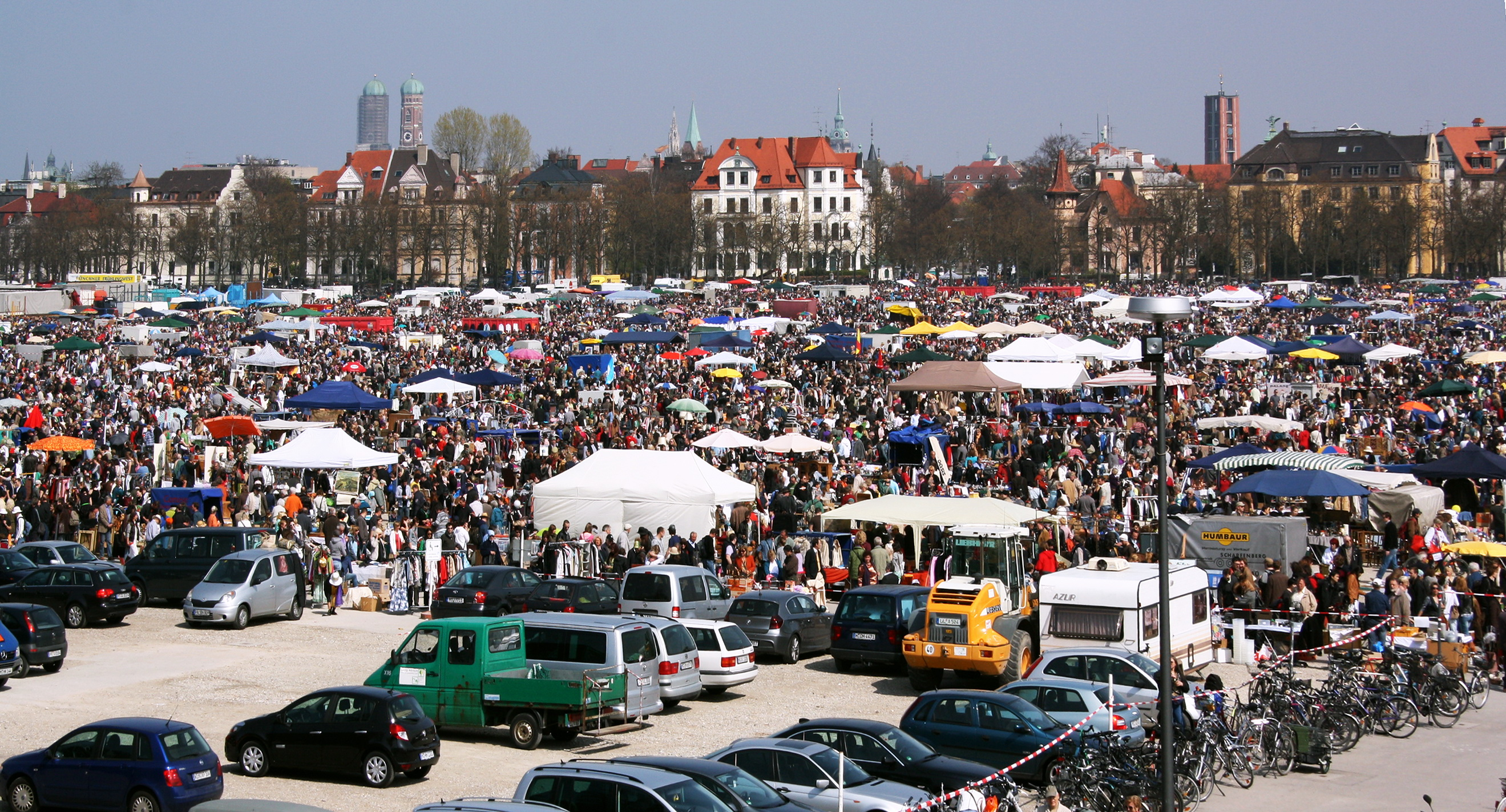
بازار روز ۲۰۱۰ در آغاز جشنواره بهار در ترزینویز

از دویستمین سالگرد اکتبرفست، ترزینویز نه تنها میزبان اکتبرفست (به زبان محلی مونیخ Wiesn) با بیش از شش میلیون بازدید کننده از سراسر جهان، بلکه جشن اکتبر نیز در همان زمان بوده‌است. جشنواره سنتی خواهر، جشنواره کشاورزی مرکزی باواریا (ZLF) نیز در این محل برگزار می‌شود. جشنواره بهار مونیخ، جشنواره Tollwood در زمستان، و همچنین تورهای سیرک و بازارهای کثیف نیز در آنجا برگزار می‌شود.
نقاط قابل توجه در ترزینویز عبارتند از: باواریا در مقابل تالار مشاهیر در غرب و کلیسای نئوگوتیک سنت پل به ارتفاع ۹۷ متر در شمال این مکان. با وجود نام تاریخی آن، دیگر هیچ گونه سبزی قابل توجهی مانند چمنزار در این فضای باز وجود ندارد؛ بنابراین به نظر می‌رسد - مشابه Heiligengeistfeld هامبورگ در خارج از دوره‌هایی با رویدادهای مهم - برای یک زمین درون‌شهری در یک مکان برجسته به‌طور غیرعادی متروک به نظر می‌رسد. با این حال، آنچه قابل توجه است این است که بخش‌هایی از مناطق شن گاه گاهی خود را با پوشش گیاهی معمولی آیش پر می‌کنند، به طوری که می‌توان نوعی «چمنزار» را برای بخش‌هایی شناسایی کرد.
مرکز خدمات در ترزین ویز در مونیخ از سال ۲۰۰۴ در شمال باواریا در منطقه ترزین ویز واقع شده‌است. این ساختمان دارای سه عملکرد است: ایستگاه پلیس در قسمت جنوبی، مرکز عملیات آتش‌نشانی و دفتر توریستی در تمام طول سال از بال شمالی ساختمان استفاده می‌کند. بقیه ساختمان فقط در طول اکتبرفست استفاده می‌شود، از جمله مرحله راه اندازی و برچیدن. در مرحله بیکار، یک سیستم اتوماتیک لوله‌های آب آشامیدنی را هر ۷۲ ساعت شستشو می‌دهد، در غیر این صورت ساختمان «بدون تعمیر و نگهداری» در نظر گرفته می‌شود.

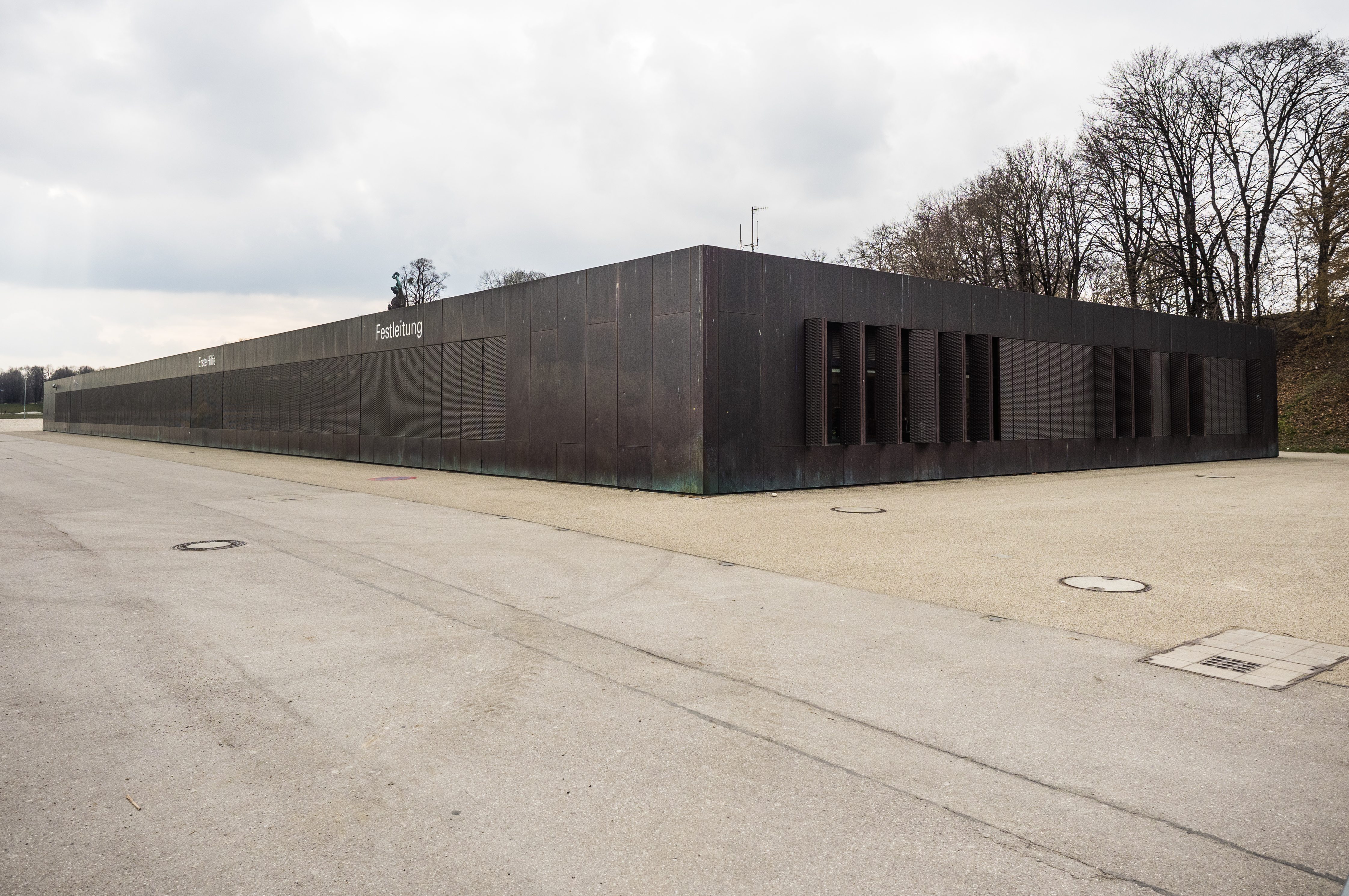
مرکز خدمات در ترزینویز در شرایط بسته - ۲۰۱۶

در شمال شرقی ترزین ویز، ایستگاه متروی ترزین ویز قرار دارد که توسط خطوط زیرزمینی U4 و U5 ارائه می‌شود. این از ایستگاه متروی اسپرانتو پلاتز در دهانه U9 برنامه‌ریزی شده برداشته می‌شود.